# Moniek Cauberghe
Monique Moniek Cauberghe is een Belgisch voormalig volleybalster.

## Levensloop
Cauberghe verdedigde de clubkleuren van onder meer VC Denderhoutem, waarmee ze in 1985-'86 landskampioen werd. Daarnaast kwam ze uit voor de nationale ploeg. Na haar spelerscarrière was ze actief als trainer. Zo coachte ze onder meer Frauke Dirickx en de zussen Chaïne en Kim Staelens in de begindagen van de Topsportschool Vilvoorde. Later was ze onder meer coach bij Datovoc Tongeren.
Ze is de moeder van Wout Wijsmans en de voormalige partner van Noël Wijsmans. Beiden eveneens actief in het volleybal.